# Copa Rio Grande do Sul de Futebol Sub-20 de 2015
A Copa Rio Grande do Sul Sub-20 de 2015, oficialmente denominada Copa Ipiranga Sub-20 devido a acordos de patrocínio, foi a 10.ª edição deste evento esportivo, um torneio nacional de futebol masculino de categoria de base organizado pela Federação Gaúcha de Futebol (FGF).
O torneio foi dividido em quatro fases distintas e contou com a participação de 20 clubes, ocorrendo entre os dias 5 e 20 de dezembro. A fase inicial consistiu na formação de quatro grupos, nos quais os times se enfrentaram em jogos de turno único dentro de suas respectivas chaves. Nas etapas seguintes, a definição dos classificados para as fases posteriores ocorreu por meio de confrontos eliminatórios em partidas únicas, com a quantidade de clubes sendo progressivamente reduzida até a disputa da final.
O título desta edição foi conquistado pelo São Paulo, que derrotou o Atlético Mineiro por 3 a 1 na final. Essa vitória marcou o primeiro troféu do clube na história do torneio.

## Antecedentes
Fundada em 2006, a Copa Rio Grande do Sul foi realizada por nove edições com o nome de Campeonato Brasileiro, devido a uma parceria entre a FGF e a Confederação Brasileira de Futebol (CBF). Em 2015, a parceria chegou ao fim, quando a entidade nacional passou a organizar seu próprio campeonato, o que obrigou a federação estadual a mudar o nome da competição.

## Formato e participantes
Assim como nas edições anteriores, a Copa Rio Grande do Sul Sub-20 de 2015 contou com a participação de 20 clubes, distribuídos em quatro grupos. Os times se enfrentaram em jogos de turno único dentro de suas respectivas chaves, classificando os dois primeiros de cada. Nas fases subsequentes, os classificados para as etapas seguintes foram definidos por meio de confrontos eliminatórios em partidas únicas, com a chave já definida previamente.
| Federação                                            | Equipe              | Títulos               |
| ---------------------------------------------------- | ------------------- | --------------------- |
| Bahia                                                | Bahia               | —                     |
| Goiás                                                | Goiás               | —                     |
| Minas Gerais                                         | Atlético Mineiro    | —                     |
| Minas Gerais                                         | Cruzeiro            | 3 (2007, 2010 e 2012) |
| Paraná                                               | Atlético Paranaense | —                     |
| Paraná                                               | Coritiba            | —                     |
| Rio de Janeiro \|style="text-align: left;"\|Flamengo | —                   |                       |
| Rio de Janeiro \|style="text-align: left;"\|Flamengo | Fluminense          | —                     |
| Rio de Janeiro \|style="text-align: left;"\|Flamengo | Vasco da Gama       | —                     |
| Rio Grande do Sul                                    | Grêmio              | 2 (2008 e 2009)       |
| Rio Grande do Sul                                    | Internacional       | 2 (2006 e 2013)       |
| Santa Catarina                                       | Avaí                | —                     |
| Santa Catarina                                       | Chapecoense         | —                     |
| Santa Catarina                                       | Criciúma            | —                     |
| Santa Catarina                                       | Figueirense         | —                     |
| Santa Catarina                                       | Joinville           | —                     |
| São Paulo                                            | Corinthians         | 1 (2014)              |
| São Paulo                                            | Palmeiras           | —                     |
| São Paulo                                            | Ponte Preta         | —                     |
| São Paulo                                            | São Paulo           | —                     |

## Primeira fase
A fase inicial do torneio aconteceu entre os dias 5 e 14 de dezembro. No primeiro grupo, o Goiás se classificou invicto, vencendo todos os jogos que disputou. O Atlético Paranaense, com seis pontos, garantiu a segunda posição devido ao saldo de gols. No segundo grupo, Grêmio e São Paulo asseguraram as vagas com antecedência. Na última rodada, o tricolor gaúcho venceu o adversário e conquistou a liderança do grupo. Nos dois últimos grupos, se classificaram Atlético Mineiro, Figueirense, Fluminense e Palmeiras.

## Fases finais
Após a primeira fase, os oito classificados passaram a disputar jogos eliminatórios. Nas quartas de final, Atlético Mineiro, Palmeiras e São Paulo precisaram das penalidades para avançar.  O Grêmio foi o único a garantir a vaga no tempo regulamentar. Nas semifinais, o São Paulo venceu o clássico Choque-Rei por 2 a 1, enquanto o Atlético Mineiro superou o Grêmio por 1 a 0.
A decisão foi realizada no dia 20 de dezembro, no estádio Universitário da PUCRS. Logo no início da partida, houve uma falha no sistema defensivo do São Paulo, em um lançamento do goleiro Cleiton, e o defensor são-paulino Vítor Tormena cometeu um pênalti. No minuto seguinte, o jogador Thalis, do Atlético Mineiro, converteu a penalidade e abriu o placar para a equipe mineira. O gol não alterou o andamento do jogo, que seguiu equilibrado até os 40 minutos, quando Luiz Guilherme, do Atlético Mineiro, foi expulso após cometer uma falta. Aproveitando a superioridade numérica, o São Paulo empatou ainda no primeiro tempo com um gol de David Neres. No segundo tempo, o time paulista virou a partida e garantiu o título com uma vitória por 3 a 1.
|  | Quartas de final      | Quartas de final |           |       | Semifinais | Semifinais |  |  | Final | Final |
|  |                       |                  |           |       |            |            |  |  |       |       |
|  |                       |                  |           |       |            |            |  |  |       |       |
|  |                       |                  |           |       |            |            |  |  |       |       |
|  | Goiás                 | 0 (2)            |           |       |            |            |  |  |       |       |
|  | Goiás                 | 0 (2)            |           |       |            |            |  |  |       |       |
|  | São Paulo (p.)        | 0 (4)            |           |       |            |            |  |  |       |       |
|  | São Paulo (p.)        | 0 (4)            | São Paulo | 2     |            |            |  |  |       |       |
|  |                       |                  | São Paulo | 2     |            |            |  |  |       |       |
|  |                       | Palmeiras        | 1         |       |            |            |  |  |       |       |
|  | Palmeiras (p.)        | Palmeiras        | 1         | 2 (4) |            |            |  |  |       |       |
|  | Palmeiras (p.)        |                  |           | 2 (4) |            |            |  |  |       |       |
|  | Figueirense           | 2 (3)            |           |       |            |            |  |  |       |       |
|  | Figueirense           | 2 (3)            | São Paulo | 3     |            |            |  |  |       |       |
|  |                       |                  | São Paulo | 3     |            |            |  |  |       |       |
|  |                       | Atlético Mineiro | 1         |       |            |            |  |  |       |       |
|  | Grêmio                | Atlético Mineiro | 1         | 2     |            |            |  |  |       |       |
|  | Grêmio                |                  |           | 2     |            |            |  |  |       |       |
|  | Atlético Paranaense   | 1                |           |       |            |            |  |  |       |       |
|  | Atlético Paranaense   | 1                | Grêmio    | 0     |            |            |  |  |       |       |
|  |                       |                  | Grêmio    | 0     |            |            |  |  |       |       |
|  |                       | Atlético Mineiro | 1         |       |            |            |  |  |       |       |
|  | Fluminense            | Atlético Mineiro | 1         | 1 (3) |            |            |  |  |       |       |
|  | Fluminense            |                  |           | 1 (3) |            |            |  |  |       |       |
|  | Atlético Mineiro (p.) | 1 (4)            |           |       |            |            |  |  |       |       |
|  | Atlético Mineiro (p.) | 1 (4)            |           |       |            |            |  |  |       |       |

- As equipes classificadas estão em negrito.

### Gerais
- «Regulamento da Copa Rio Grande do Sul Sub-20 de 2015» (PDF). Federação Gaúcha de Futebol. 2015. Consultado em 23 de dezembro de 2024. Arquivado do original (PDF) em 29 de dezembro de 2016
- «Tabela de jogos da primeira fase da Copa Rio Grande do Sul Sub-20 de 2015» (PDF). Federação Gaúcha de Futebol. 2015. Consultado em 23 de dezembro de 2024. Arquivado do original (PDF) em 29 de dezembro de 2016
- «Tabela de jogos das fases finais da Copa Rio Grande do Sul Sub-20 de 2015» (PDF). Federação Gaúcha de Futebol. 2015. Consultado em 23 de dezembro de 2024. Arquivado do original (PDF) em 29 de dezembro de 2016

### Específicas
1. ↑  Amanda Munhoz (3 de dezembro de 2015). «Por término de contrato entre FGF e CBF, Brasileirão Sub-20 será chamado de Copa Ipiranga Sub-20». Zero Hora. Consultado em 13 de dezembro de 2015. Arquivado do original em 4 de agosto de 2016
2. 1 2  «Copa Ipiranga Sub 20: começa hoje as quartas de final da competição». Federação Gaúcha de Futebol. 15 de dezembro de 2015. Consultado em 29 de junho de 2021. Arquivado do original em 8 de abril de 2016
3. ↑  «Começa hoje a Copa Ipiranga Sub 20 2015». Federação Gaúcha de Futebol. 5 de dezembro de 2015. Consultado em 29 de junho de 2021. Arquivado do original em 8 de abril de 2016
4. ↑  «Definidos os primeiros confrontos das quartas na Copa Ipiranga Sub 20». Federação Gaúcha de Futebol. 14 de dezembro de 2015. Consultado em 29 de junho de 2021. Arquivado do original em 7 de abril de 2016
5. ↑  «Atlético vence o Fluminense e está na semifinal da Copa Ipiranga Sub-20». GR News. Consultado em 18 de janeiro de 2016. Arquivado do original em 18 de janeiro de 2016
6. ↑  Murilo Nascente (15 de dezembro de 2015). «Goiás perde para o São Paulo nos pênaltis e está fora da Copa Ipiranga sub-20». Portal 730. Consultado em 18 de janeiro de 2016. Arquivado do original em 18 de janeiro de 2016
7. ↑  «Copa Ipiranga Sub 20: últimas vagas na semifinal foram decididas nos pênaltis». Federação Gaúcha de Futebol. 17 de dezembro de 2015. Consultado em 29 de junho de 2021. Arquivado do original em 26 de janeiro de 2016
8. ↑  Marco Souza (15 de dezembro de 2015). «De virada, Grêmio vence o Atlético-PR e avança à semifinal da Copa Sub-20». Zero Hora. Consultado em 29 de junho de 2021. Arquivado do original em 29 de junho de 2021
9. ↑  «São Paulo Vence Palmeiras e está na Final da Copa RS Sub-20». Melhores da Base. 19 de dezembro de 2015. Consultado em 29 de junho de 2021. Arquivado do original em 24 de outubro de 2020
10. ↑  «Palmeiras perde dois pênaltis, e São Paulo vai à final da Copa RS sub-20». GloboEsporte.com. 18 de dezembro de 2015. Consultado em 29 de junho de 2021. Arquivado do original em 29 de junho de 2021
11. ↑  «Copa sub-20: Atlético-MG aproveita falha, vence Grêmio e disputará a final». GloboEsporte.com. 18 de dezembro de 2015. Consultado em 29 de junho de 2021. Arquivado do original em 29 de junho de 2021
12. ↑  «Atlético vence o Grêmio e está na final da Copa Ipiranga Sub-20». GR News. Consultado em 18 de janeiro de 2016. Arquivado do original em 18 de janeiro de 2016
13. ↑  «Final Copa Ipiranga Sub20 2015 será na PUC». Federação Gaúcha de Futebol. 18 de dezembro de 2015. Consultado em 29 de junho de 2021. Arquivado do original em 8 de abril de 2016
14. 1 2  «De virada, São Paulo bate Atlético-MG e conquista o título da Copa RS sub-20». GloboEsporte.com. 20 de dezembro de 2015. Consultado em 29 de junho de 2021. Arquivado do original em 29 de junho de 2021
15. ↑  «São Paulo vence o Atlético-MG e é campeão da Copa Ipiranga Sub-20». Zero Hora. 20 de dezembro de 2015. Consultado em 29 de junho de 2021. Arquivado do original em 29 de junho de 2021